# Русско-Буйловское сельское поселение
Русско-Буйловское се́льское поселе́ние — муниципальное образование в Павловском районе Воронежской области Российской Федерации.
Административный центр — село Русская Буйловка.

## История
Статус и границы сельского поселения установлены Законом Воронежской области от 15 октября 2004 года № 63-ОЗ «Об установлении границ, наделении соответствующим статусом, определении административных центров отдельных муниципальных образований Воронежской области».

## Население
| 2005  | 2006  | 2007  | 2008  | 2009  | 2010  | 2012  |
| ----- | ----- | ----- | ----- | ----- | ----- | ----- |
| 2891  | ↗2900 | →2900 | ↘2898 | →2898 | ↘2701 | ↘2668 |
| 2013  | 2014  | 2015  | 2016  | 2017  | 2018  |       |
| ↘2633 | ↘2613 | ↗2617 | ↗2627 | ↘2579 | ↘2525 |       |

## Состав сельского поселения
| № | Населённый пункт | Тип населённого пункта       | Население |
| - | ---------------- | ---------------------------- | --------- |
| 1 | Варваровка       | село                         | ↘23       |
| 2 | Русская Буйловка | село, административный центр | ↘2138     |
| 3 | Шкурлат 3-й      | посёлок                      | ↘540      |

## Палеоантропология
Микулинским интерстадиалом (от 126 до 115 тыс. л. н.) датируется фрагмент правой лопатки ископаемого человека современного типа с неандерталоидным компонентом, найденный в местонахождении Шкурлат-III, расположенном у края гранитного Павловского карьера, в 1980—1981 годах у посёлка Шкурлат 3-й.